# Cathédrale de la Nativité de Chișinău
Pour les articles homonymes, voir Cathédrale de la Nativité.
La cathédrale de la Nativité de Chișinău est une cathédrale orthodoxe moldave.
Elle est le siège de l'Église orthodoxe de Moldavie d'obédience russe (il en existe une autre d'obédience roumaine).
Situé au centre du Parc, en face de l'Assemblée Nationale, elle est un des monuments les plus importants de Chișinău.

## Histoire
La construction de la cathédrale de la Nativité de Chișinău fut décidée en 1826 sous l'impulsion du gouverneur de la Bessarabie (la Moldavie orientale fait alors partie de l'Empire russe), le prince Mikhail Semyonovich Vorontsov, et du métropolite de Bessarabie, Gabriel Bănulescu-Bodoni. L'architecte Abraham Melnikov (professeur aux Beaux-Arts de Saint-Pétersbourg) en dresse les plans et supervise durant six ans la construction. L'édifice est consacré le 15 octobre 1836. Pendant la Seconde Guerre mondiale, Chișinău se trouve sur la ligne de front durant six mois en 1944 (de mars à août) et la cathédrale souffre de gros dégâts du fait des bombardements soviétiques et allemands. De plus en 1962, alors que la RSS de Moldavie est sous contrôle de l'URSS, la cathédrale est reconvertie en salle d'exposition et le clocher extérieur est démoli (il sera reconstruit à l'identique en 1997, six ans après l'indépendance de la Moldavie, et la cathédrale est rouverte et consacrée une seconde fois).

## Architecture
L'édifice construit par Avraam Melnikov s'inscrit dans la mouvance néo-classique. L'ensemble est constitué d'une église et de son clocher, volontairement séparés. Elle est construite en pierre et brique.
Il présente une façade épurée ainsi qu'un cœur en forme de croix grecque symétrique, d'une longueur totale de 37,44 mètres. La symétrie architecturale est marquée par la coupole et les 4 portiques doriques. La coupole est soutenue par 4 piliers massifs, selon la tradition orthodoxe. À l'intérieur, les fresques ont été réalisées par le peintre russe Kovsarov, mais, à l'époque soviétique, l'ensemble a été recouvert de chaux blanche. La coupole actuelle est couverte de zinc et a un diamètre de treize mètres : sa croix est en bronze, toutes deux furent achevées en 1997. Si l'intérieur lors des années 1990 était encore blanc, la cathédrale arbore désormais de magnifiques dorures ainsi que de nombreuses icônes.
Le clocher est construit selon l'axe principal à quarante mètres de la cathédrale. Il s'élève sur 4 niveaux et est soutenu par 4 portiques de style néo-classique.
Plus loin encore s'élève un arc de triomphe élevé en 1841 par l'architecte I. Zavskevitch pour commémorer la victoire de l'Empire russe sur l'Empire ottoman lors de la guerre russo-turque de 1828-1829.

## Galerie de photos

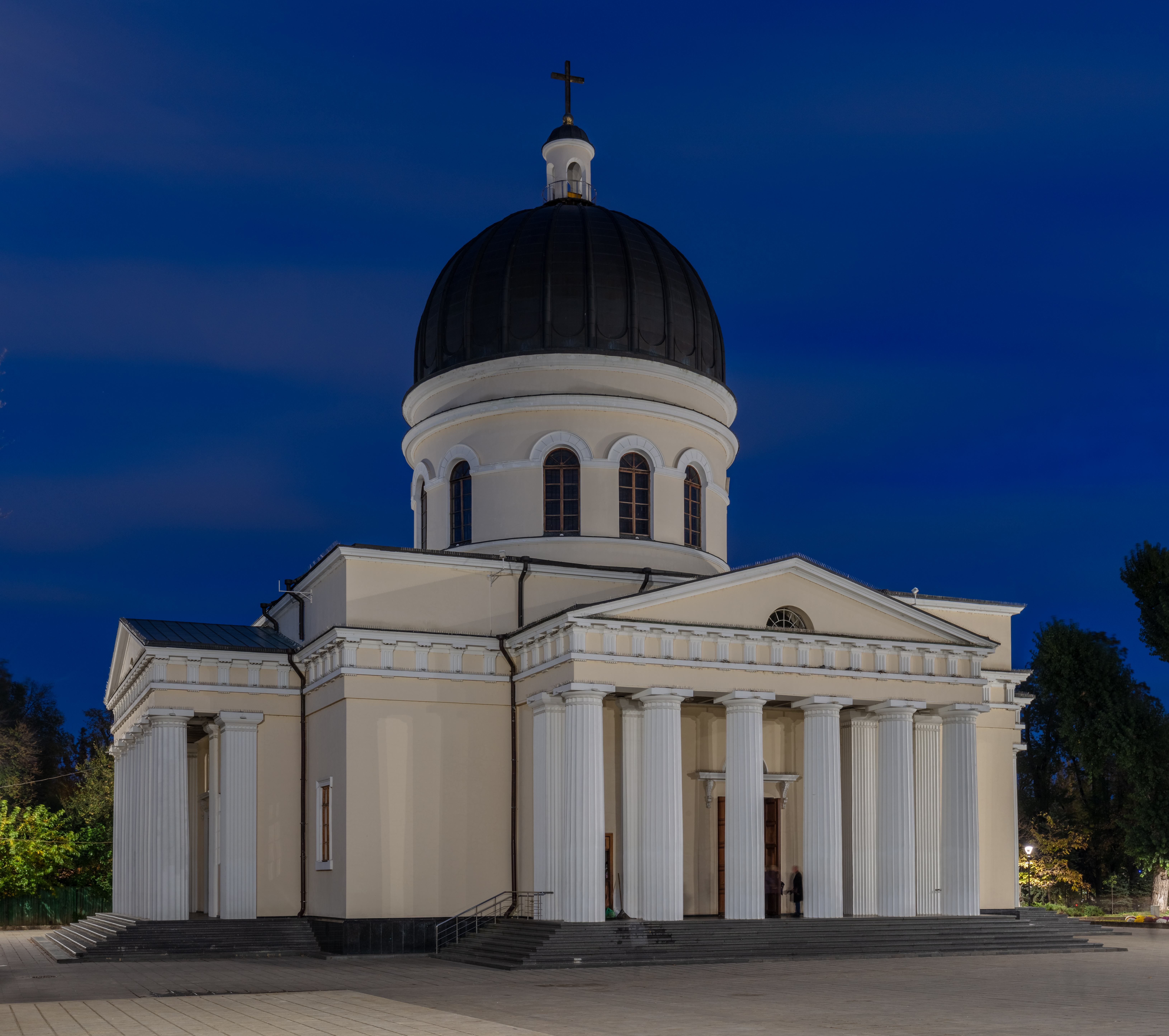
Cathédrale de nuit
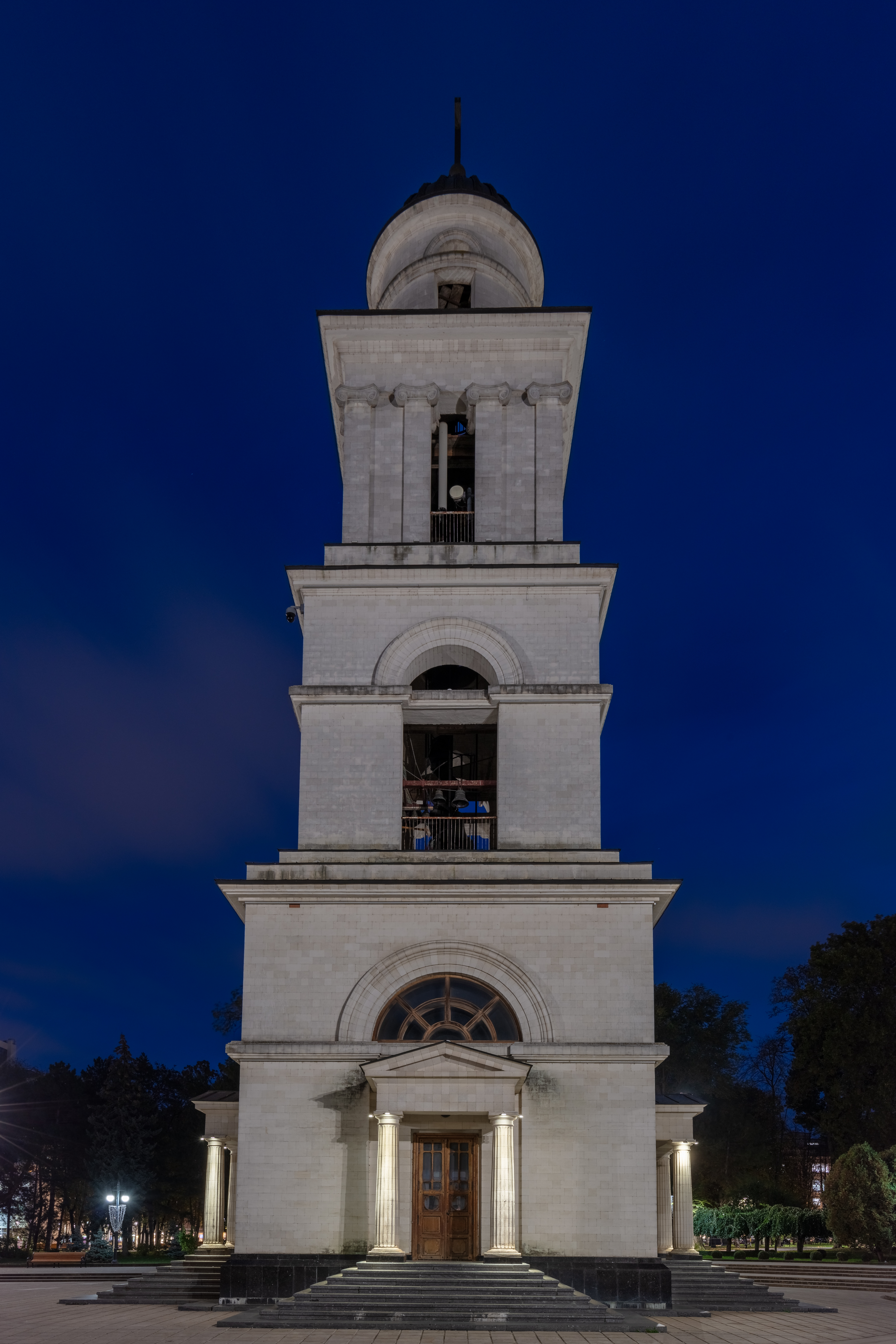
Clocher
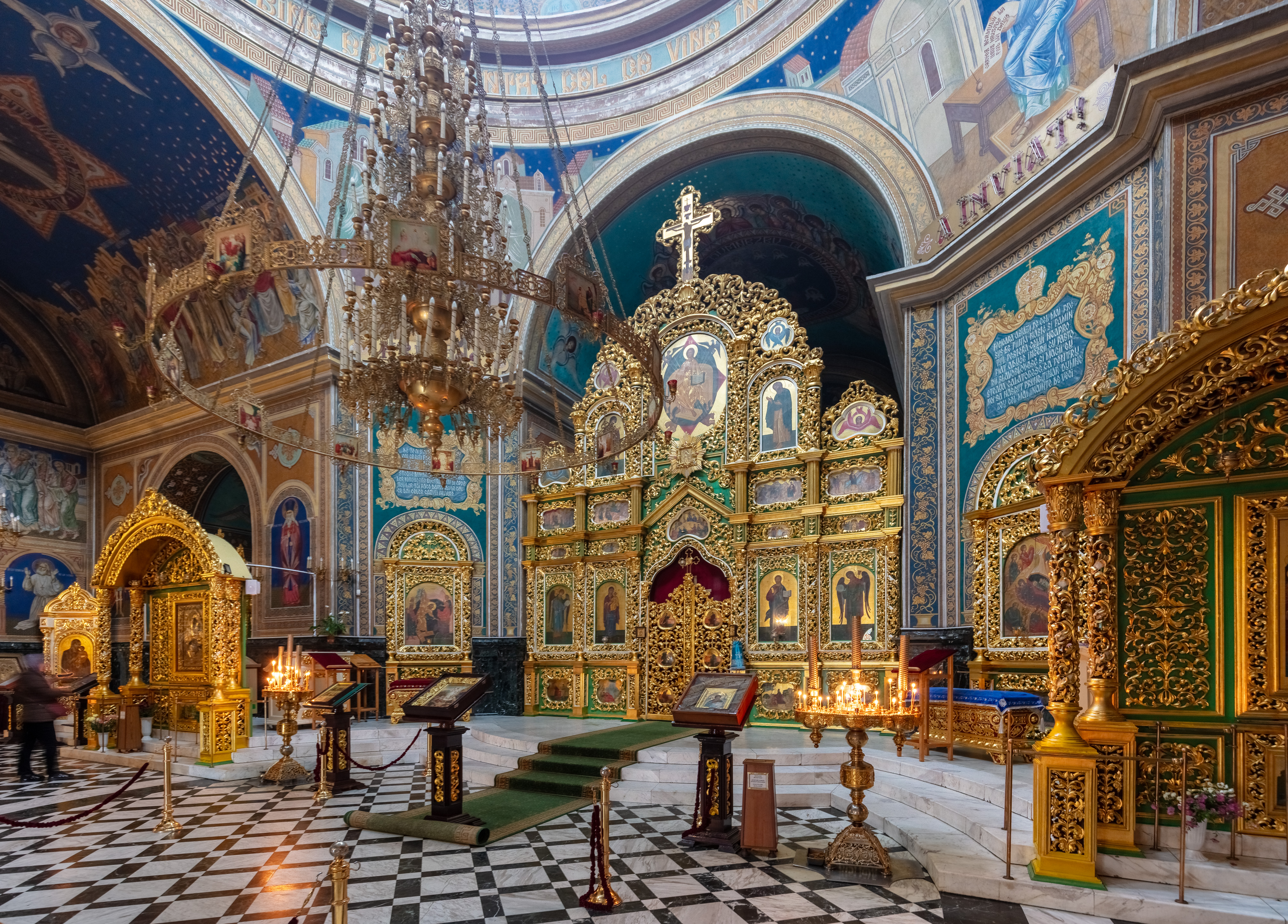
Intérieur de la cathédrale
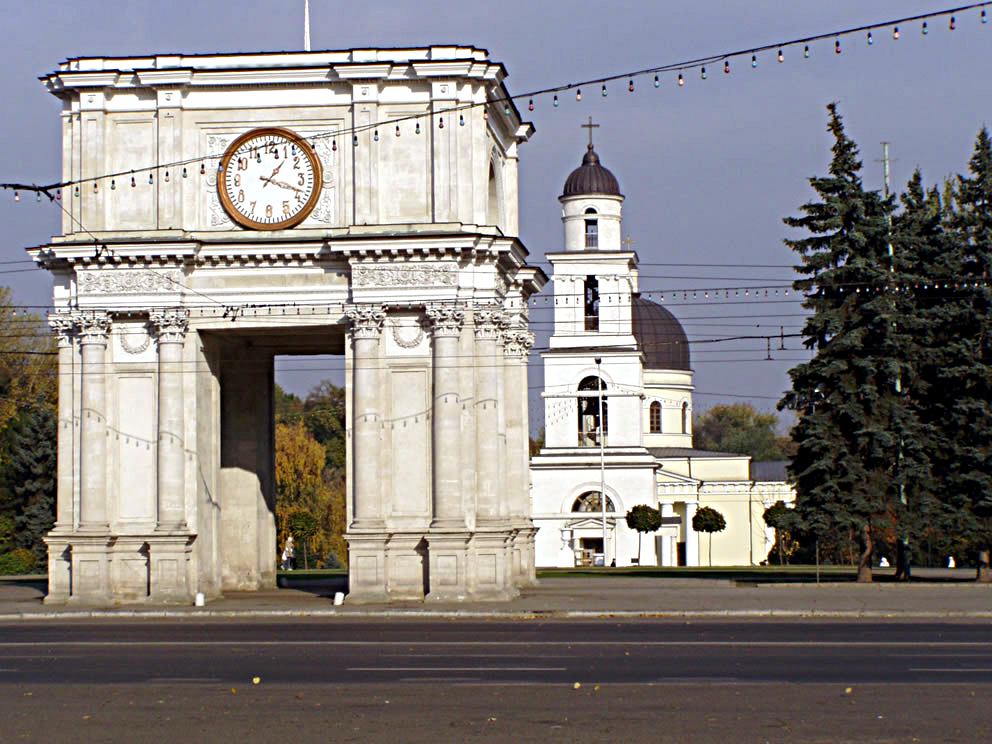
Les trois monuments